# 袁粲
袁粲（420年—478年1月12日），原名愍孫，字景倩，陳郡陽夏（今河南省太康县）人。南北朝时刘宋官员。袁粲在宋末漸進高位，並為明帝所選的五位顧命大臣之一，後廢帝時又是主掌朝事的「四貴」之一。袁粲雖然向來不欲管朝事，但在蕭道成漸掌權力，將行篡奪之時袁粲卻挺身謀攻道成，但事敗被殺。

## 生平

### 幼而孤貧
袁粲父袁濯是揚州秀才，但早卒，袁粲祖母可憐他年幼就喪父，就為他取名為愍孫。袁粲伯父袁洵及叔父袁淑在當時地位顯赫，可是袁粲當時就卻貧寒困乏，全仗其母琅邪王氏每天織布賺取生活費。
雖然生活環境不好，但袁粲年少好學，才能卓越，又以有操守及志向品行而見稱。初任揚州從事，後擔任武陵王劉駿的佐官，先後隨府歷任安北、鎮軍、北中郎行參軍以及南中郎主簿。元嘉三十年（453年），太子劉劭弒父登位，劉駿起兵討伐，並轉其為記室參軍。同年劉駿即位，是為宋孝武帝，以其為尚書吏部郎，後轉太子右衞率及侍中。孝建二年（455年）出任廷尉，太子中庶子，領右軍將軍。翌年（456年）外任輔國將軍、西陽王劉子尚的北中郎長史、廣陵太守，行南兗州事。

### 漸登高位
大明元年（457年），袁粲復任侍中，領射聲校尉，並追論討伐劉劭時的功勳封為興平縣子，食邑五百戶。大明三年（459年）任劉子尚的撫軍長史，又轉任太子中庶子領左軍將軍。大明四年（460年）出補豫章太守，增秩為中二千石。大明五年（461年）再度擔任侍中，領長水校尉，後轉左衞將軍，加給事中。大明七年（463年）轉任吏部尚書，仍兼左衞將軍，但同年袁粲就因在慶祝皇太子冠禮的宴會中侮辱顏師伯而觸怒孝武帝，被貶出為海陵太守。
大明八年（464年），孝武帝去世，皇太子即位，是為宋前廢帝，及後復袁粲為吏部尚書。永光元年（465年）轉任右衞將軍，加給事中。後再入為侍中，領驍騎將軍。當年年末，前廢帝被殺，宋明帝即位，轉袁粲為司徒左長史，冠軍將軍，南東海太守。泰始二年（466年）轉為領軍將軍，同年再轉為中書令，領太子詹事。泰始三年（467年）遷任尚書僕射，加領吏部；五年（469年）再加中書令，再加領丹陽尹。泰始六年（470年）改任尚書右僕射，知東宮事。泰始七年（471年）升任尚書令，仍領丹陽尹。後雖然因所選的江柳犯罪而被降為守尚書令，但在泰豫元年（472年）明帝臨終遺詔中仍獲任命為五位顧命大臣之一，並在宋後廢帝即位後加兵五百。

### 身居宰輔
袁粲母王氏在元徽元年（473年）去世，袁粲在母親下葬後堅持不肯受命攝職，直至在元徽二年（474年）桂陽王劉休範起兵直逼建康，袁粲才領加兵入殿，並激勵當時因為敵軍兵臨南掖門而戰意低落的殿中諸將，入援的羽林監陳顯達等為其所感動，一戰擊潰敵軍。亂事被平定後，該年九月袁粲獲授中書監，開府儀同三司，領司徒。三年（475年）轉為尚書令，仍兼衞將軍及開府，袁粲一直到守喪期結束才接受。其時袁粲與褚淵、劉秉及蕭道成輪流入值殿省決事，並稱為「四貴」。
元徽五年（477年），蕭道成密謀廢黜後廢帝，問及袁粲及褚淵，袁粲則反對說：「主上幼年微過易改，伊霍之事，非季代所行，縱使功成，亦終無全地。」然而道成終也成功聯結禁中將領廢殺後廢帝，當晚就召集四貴議後事，袁粲及劉秉都不肯受任，褚淵則推道成，道成於是作主迎安成王劉準即位，即宋順帝。

### 為宋死節
順帝即位後，袁粲轉中書監，仍領司徒及侍中。不過其時蕭道成權傾朝野，有篡位的跡象，袁粲為了與之抗衡，一反平日多番推辭的常態，甫接到出鎮石頭城的詔命後就立即應命。袁粲又與劉秉、王蘊、黃回、任侯伯、孫曇瓘、卜伯興等將聯結，打算對付蕭道成。同年年末，荊州刺史沈攸之以反蕭道成名義起兵，袁粲密謀響應，而當時蕭道成親自去見袁粲，袁粲卻稱疾不見，通直郎袁達覺得這很不妥當，但袁粲卻怕這回會被蕭道成請進臺省中，無法再出來舉事。袁粲計劃在一約定日子假傳皇太后令，讓在殿省當值的卜伯興、王蘊等人進攻守朝堂的蕭道成，另在新亭的黃回等諸將自外響應，劉秉等人則夜入石頭城與自己合力支援，三路齊發。然而袁粲將圖謀報告褚淵，褚淵將此報告給道成，讓道成在禁內及石頭城都安置了親信防範，而劉秉在當日亦因恐懼而過早進石頭城，讓事情敗露。當晚，道成事先派往石頭城防範袁粲的薛淵、蘇烈及王天生等軍據石頭倉城抵抗袁粲，袁粲則與劉秉等領兵據東門，蕭道成派戴僧靜助戰，僧靜從倉門入，分兵進攻府西門，袁粲遂下城樓想還赴府中，此時戴僧靜乘黑夜潛行，被袁粲子袁最發現，袁最以身為袁粲擋刀，終父子皆被僧靜所殺，袁粲死時五十八歲。當時石頭城有一首民谣：“可怜石头城，宁为袁粲死，不作褚渊生！”沈攸之后亦被镇压。
萧道成代宋建立南齐，后来其子齐武帝继位，于永明元年（483年）四月准许袁粲、刘秉、沈攸之以礼重新安葬。

## 性格特徵
- 袁粲仰慕荀粲為人，故曾向孝武帝請求改名為粲，改字為景倩，但不獲允許。後袁粲向明帝重申此事，終得改名。
- 袁粲在當時有聲譽，曾經有人向袁粲堂兄袁顗請婚，袁顗父袁洵卻反向其推薦袁粲，令袁粲感動流涕；但袁粲為人沉默寡言，不喜歡主事，又愛飲酒及寫詩諷刺，最愛在庭院中獨自喝酒，更喜愛獨來獨往，故向來都沒甚麼人拜訪他，即使後來身居高位，他也沒有接見那些前來拜訪的人。
- 孝建元年（454年），孝武帝率群臣到中興寺行八關齋戒，但吃過午膳後袁粲又和黃門郎張淹另外吃魚和肉，遭到何尚之告發，孝武帝遂命御史中丞王謙之奏免他們官職。大明三年（459年），袁粲收受山陰縣民丁彖文的賄賂，將之舉薦為會稽郡孝廉，事情被揭發後遭免官。

## 評論
- 《宋書》：袁粲清標簡貴，任屬負圖，朝野之望雖隆，然未以大節許也。及其赴危亡，審存滅，豈所謂義重於生乎。雖不達天命，而其道有足懷者。昔王經披旌於晉世，粲等亦改葬於聖朝，盛代同符，美矣。
- 裴子野：袁景倩，民望國華，受付託之重；智不足以除姦，權不足以處變，蕭條散落，危而不扶。及九鼎既輕，三才將換，區區斗城之，出萬死而不辭，蓋蹈匹夫之節而無棟樑之具矣。[5]
- 王夫之：宋自孝武迄於明帝，懷猜忌以待下，四十餘載矣，又有二暴君之狠毒以閒之，人皆惴惴焉旦夕之不保，而茸靡圖全之習之成。……其賢者，雖懷貞而固靡，其敗也，則不足立皎皎之節，即使其成，而抑無以收底定之功，則袁粲、劉秉是已。粲與秉孤立，而思抗悍鷙多徒之蕭道成，不受死以報劉氏，則固無容深求者。粲聞道成廢立之謀，而不能抗辭以拒之，秉以軍旅一委道成，授之以篡逆之柄，且置勿論。徒其決計以誅道成，幸而克矣，不知二子者，何以處沈攸之，而終延宋祚也？……史稱粲簡淡平素無經世材，非無材也，狎於全身避咎之術，以逃猜主之鼎鑊，氣已荼而不可復張。宋末之人材，大抵然也。[6]

## 延伸阅读
[在维基数据编辑]
 《宋書·卷89》，出自沈约《宋书》